# Jim Wetherington
William J. „Jim“ Wetherington (* 1937 oder 1938; † 6. Januar 2025) war ein US-amerikanischer Polizeibeamter und Politiker.

## Leben
Wetherington besuchte die High School in Campbellton, Florida. Nach seinem Schulabschluss trat er der United States Army bei. Dort diente er in der Militärpolizei und war am Walter-Reed-Militärkrankenhaus in Washington, D.C. stationiert. 1959 trat er dem Columbus Police Department bei und wurde Streifenpolizist. Während seiner beruflichen Karriere war er Sergeant, später Lieutenant, in der Traffic Division, danach Direktor des Alcohol Safety Action Project und schließlich Commander der Patrol/Detective Division. 1981 wurde Wetherington von Bürgermeister Harry C. Jackson zum Polizeichef des Columbus Police Department ernannt. Dies blieb er bis 1995. Während seiner Zeit als Polizeichef wirkte er an der Gründung des Georgia Law Enforcement Command College an der Columbus State University, einem Teil des University System of Georgia, mit.
1995 wurde er von Gouverneur Zell Miller zum Mitglied im State Board of Pardons and Paroles ernannt und gehörte diesem drei Jahre an, zwei davon als stellvertretender Vorsitzender. 1999 wurde er von Gouverneur Roy Barnes zum Commissioner des Georgia Department of Corrections ernannt. Diesen Posten bekleidete er vier Jahre.
Im November 2006 wurde er zum Bürgermeister von Columbus gewählt und konnte sich damit gegen den bisherigen Amtsinhaber Robert Poydasheff durchsetzen. Am 2. Januar 2007 erfolgte seine Amtseinführung. Bei den nächsten Bürgermeisterwahlen am 30. November 2010 verzichtete er auf eine erneute Kandidatur für eine zweite Amtszeit. Am 3. Januar 2011 wurde er damit von Teresa Tomlinson abgelöst.
Wetherington besaß einen Bachelor of Science in Criminal Justice Administration von der Columbus State University sowie einen Master of Science von der Georgia State University.
Wetherington war verheiratet und hatte drei Kinder. 1994 wurde er als „Polizeichef des Jahres“ von der Georgia Police Chiefs Association, sowie mit dem Liberty Bell Award der Georgia Bar Association, ausgezeichnet. 2012 wurde ein Autobahnkreuz an der Interstate 185 nach ihm benannt.